# Ochaby Wielkie
Ochaby Wielkie – wieś w Polsce położona w województwie śląskim, w powiecie cieszyńskim, w gminie Skoczów
| SIMC    | Nazwa      | Rodzaj    |
| ------- | ---------- | --------- |
| 0067346 | Baranowice | część wsi |
| 0067398 | Kościelnik | część wsi |
| 0067406 | Podbór     | część wsi |
| 0067412 | Spalenisko | część wsi |

Wieś należy do sołectwa Ochaby.
Wieś leży w historycznych granicach regionu Śląska Cieszyńskiego.